# 静岡県道12号伊東修善寺線
静岡県道12号伊東修善寺線（しずおかけんどう12ごう いとうしゅぜんじせん）は、静岡県伊東市から伊豆市に至る県道（主要地方道）である。

## 概要
全線で片側1車線が確保されており、また冷川トンネルで市境を越えるため大型車でも無理なく通行することができ、東伊豆と中伊豆との連絡道路として大きな役割を果たしている。伊東市側からは松川沿いに道路付けされており奥野ダムまではやや急な坂が続く。冷川トンネルを越えると伊豆市役所中伊豆支所前を通り修善寺駅に着く。冷川峠西側は徳永川沿いに田圃が広がり緩やかな勾配である。

### 路線データ
- 起点：伊東市東松原町（大川橋交差点、国道135号交点）
- 終点：伊豆市修善寺（横瀬交差点、国道136号交点）
- 路線延長： 約23 km

## 歴史
冷川峠を越える県道伊東大仁線として開通し、後に現在の名称に改称した。
峠越え区間が狭路であることから、バイパス道路が建設された。伊東市と伊豆市の境を冷川トンネルで越える中伊豆バイパス（有料道路）と、伊東市内の奥野トンネルなどの無料区間からなるが、当初は本道と直接接続しておらず、伊豆市側は静岡県道112号中大見八幡野線、伊東市側は静岡県道351号池東松原線を介して間接接続していた。その後、バイパスの起終点と本道が直接接続する形式になるように、中大見八幡野線の徳永交差点まで、池東松原線の中伊豆BP入口交差点までが静岡県道12号伊東修善寺線として重複指定された。
中伊豆バイパス（なかいずバイパス）は2008年に無料開放された。同時に冷川峠を通る旧ルートは指定が外され、重複指定されていた静岡県道59号伊東西伊豆線のみとなった。

### 年表
- 1906年（明治39年） - 県道伊東大仁線として冷川峠ルートで開通。
- 1955年（昭和30年）3月31日 - 県道路線として認定される[1]。
- 1978年（昭和53年）7月1日 - 中伊豆バイパス（なかいずバイパス）が、静岡県道路公社管理の一般有料道路として供用開始。
起点 : 伊豆市徳永
終点 : 伊東市鎌田
距離 : 2.8 km
- 1993年（平成5年）5月11日 - 建設省から、県道伊東修善寺線が伊東修善寺線として主要地方道に指定される[2]。
- 2008年（平成20年）7月1日 - 中伊豆バイパス無料開放。

### 都市計画道路伊東大仁線訴訟
この県道は、都市計画上は3･6･8伊東大仁線である。
そして現在、伊東大仁線の起点は国道135号と接する東松原交差点となっているが、都市計画上国道135号バイパスまで一方通行となっている110 m部分を拡幅して延長することになっている。当初の計画（1967年決定）では、幅員11 mで延長することとされていたが、1994年（平成6年）3月に出された平成5年度都市計画道路網計画調査業務委託報告書においては2010年度における予想交通量が4,200台/日と予測されたことから、国道135号バイパスとの交差点においては道路構造令の規定に基づき、右折車線の設置が必要とされ、1997年（平成9年）3月の都市計画変更決定により、135号線バイパス交差部から旧静岡銀行前までの180 mの区間を17 mに拡幅することにした。 
これに対し、上記都市計画変更により都市施設区域に指定された区域内の地権者が建築許可を求めたのに際し、静岡県が都市計画に適合していないとして不許可としたのに対し、地権者が訴訟を提起した。第1審の静岡地裁は原告の請求を退けたが、控訴審の東京高裁は2005年（平成17年）10月20日、予想交通量の推計の基礎となった人口推計が過大に見積もられ、かつ、交通量予測において沿線地域の交通量の算定の基礎となる沿線地域の人口推計について、人口増加分は可能収容人口の残容量にもとづいて配分されるとして算定していたが、当時、沿線地域では人口減少がしているが、この予測方法だと減少率が高いほど可能収用人口の残容量が増えその分人口が増加すると予測されることとなり、過大な交通量が見積もられるとともに、135号バイパスとの交差点の信号サイクルの予測においても伊東大仁線につき15秒を設定していたが、この予測では135号バイパス（幅員16 m）を歩行者が横断するのに必要な時間を確保したものとはいえず、伊東大仁線の青時間を長くする必要があり、そうだとすれば、必ずしも右折車線を設けなくても交通容量を超えないとして、17 mへの都市計画変更決定を違法とした。都市計画について、高裁レベルにおいて初めて違法であると判断した事例として注目されている。 
なお、この判決に対し静岡県側は上告したが2008年（平成20年）3月11日最高裁は上告を棄却する決定を出した。

## 路線状況

### 重複区間
- 静岡県道59号伊東西伊豆線（伊東市東松原町・大川橋交差点 - 伊東市広野・広野一丁目交差点）
- 静岡県道59号伊東西伊豆線（伊豆市徳永 - 伊豆市八幡・八幡東交差点）

### 道路施設

#### 橋
- 冷川大橋 - 伊豆市徳永にある橋。徳永川に架かっている。
- 馬場沢橋 - 伊豆市柳瀬[3]にある橋。冷川に架かっている。
- 城川橋 - 伊豆市関野にある橋。城川に架かっている。
- 年川橋 - 伊豆市年川にある橋。年川に架かっている。
- 修善寺橋 - 終点付近にある。狩野川に架かっている。

#### トンネル
- 奥野トンネル
- 冷川トンネル（全長588m）

## 地理

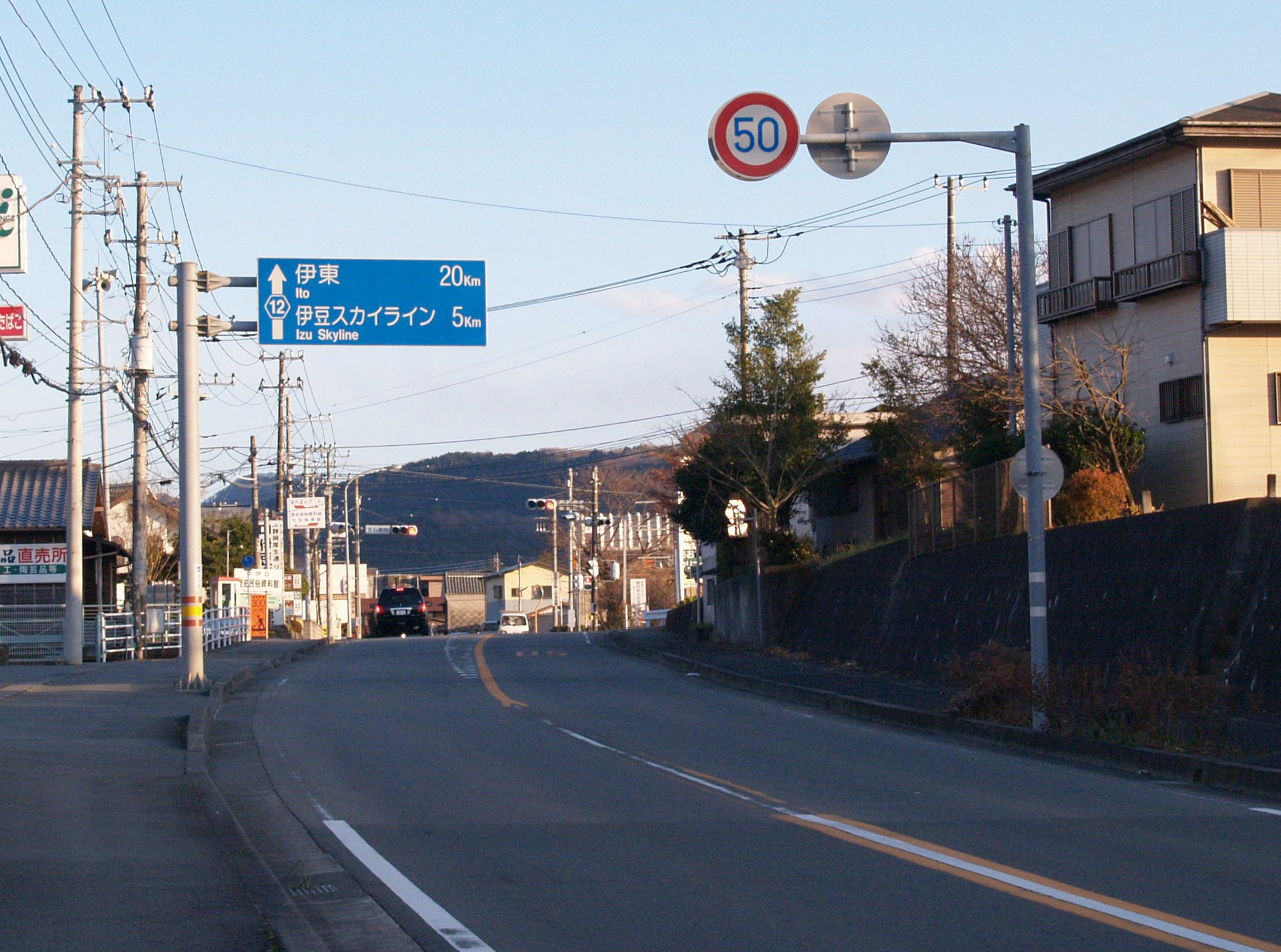
静岡県道12号（伊豆市内、2012年1月）

### 通過する自治体
- 伊東市
- 伊豆市

### 交差する道路
- 国道135号（伊東市東松原町・大川橋交差点、起点）
- 静岡県道59号伊東西伊豆線（伊東市広野・広野一丁目交差点）
- 静岡県道351号池東松原線（伊東市荻・中伊豆BP入口交差点）
- 静岡県道112号中大見八幡野線（伊豆市徳永）
- 静岡県道59号伊東西伊豆線（伊豆市徳永）
- 伊豆スカイライン 冷川IC（伊豆市冷川）
- 静岡県道59号伊東西伊豆線（伊豆市八幡・八幡東交差点）
- 静岡県道349号修善寺天城湯ケ島線（伊豆市柏久保・鮎見橋交差点）
- 国道136号（伊豆市修善寺、終点）